# Yemişli, Pazar
Yemişli là một xã thuộc huyện Pazar, tỉnh Rize, Thổ Nhĩ Kỳ. Dân số thời điểm năm 2010 là 428 người.